# Карягина, Марина Фёдоровна
Карягина Марина Федоровна (16 октября 1969, д. Старое Ахпердино, Батыревский район, Чувашская АССР, РСФСР) — российская чувашская поэтесса, прозаик и драматург, тележурналист, режиссёр-документалист, редактор.
Член Союза писателей России (1996), Союза журналистов России (1997), Союза кинематографистов Чувашской Республики (2019).
Заслуженный деятель искусств Чувашской Республики (2012).
Лауреат Государственной премии Чувашской Республики в области литературы и искусства (2013) и ряда других премий .

## Биография
Родилась 16 октября 1969 года в деревне Старое Ахпердино Батыревского района Чувашской АССР. Окончила факультет чувашской филологии и культуры Чувашского государственного университета имени И. Н. Ульянова и факультет политических и социальных наук Российского государственного социального университета. С 1992 года работает в Чувашской государственной телерадиокомпании в качестве корреспондента телевидения, редактора, ведущей и авторской программы «Утренняя гостиная».

## Творчество
Её сценарии завоёвывали призы международных фестивалей (1996, 1997), в 1998 фильм «Шăпăрлансем» (Пока не все дома) получил Гран-при фестиваля детских и юношеских программ и фильмов.
В 2023 году была удостоена звания золотого лауреата VI Всероссийского литературного фестиваля «ЛиФФт», прошедший в столице Татарстана с 22 по 24 октября.

## Премии и награды
- Лауреат Государственной молодёжной премии Чувашской Республики в области литературы, культуры и искусства (1997)
- Лауреат премии имени Митты (2005)
- Лауреат премии имени С. Эльгера (2007)
- Лауреат Республиканского конкурса театрального искусства «Чĕнтĕрлĕ чаршав» (Узорчатый занавес, 2010);
- Лауреат премии имени В. Николаева (2011)
- Заслуженный деятель искусств Чувашской Республики (2012)
- Серебряная медаль Евразийского литературного фестиваля «ЛиФФт» (2017)[5][6]
- Лауреат премии имени М. Сеспеля (2020)
- Золотая медаль Всероссийского литературного фестиваля «ЛиФФт» (2023)[7]